# Контрада Фрата (Бари)
Контрада Фрата (итал. Contrada Fratta) је насеље у Италији у округу Бари, региону Апулија.
Према процени из 2011. у насељу је живело 28 становника. Насеље се налази на надморској висини од 132 м.